# Newark Castle (Port Glasgow)

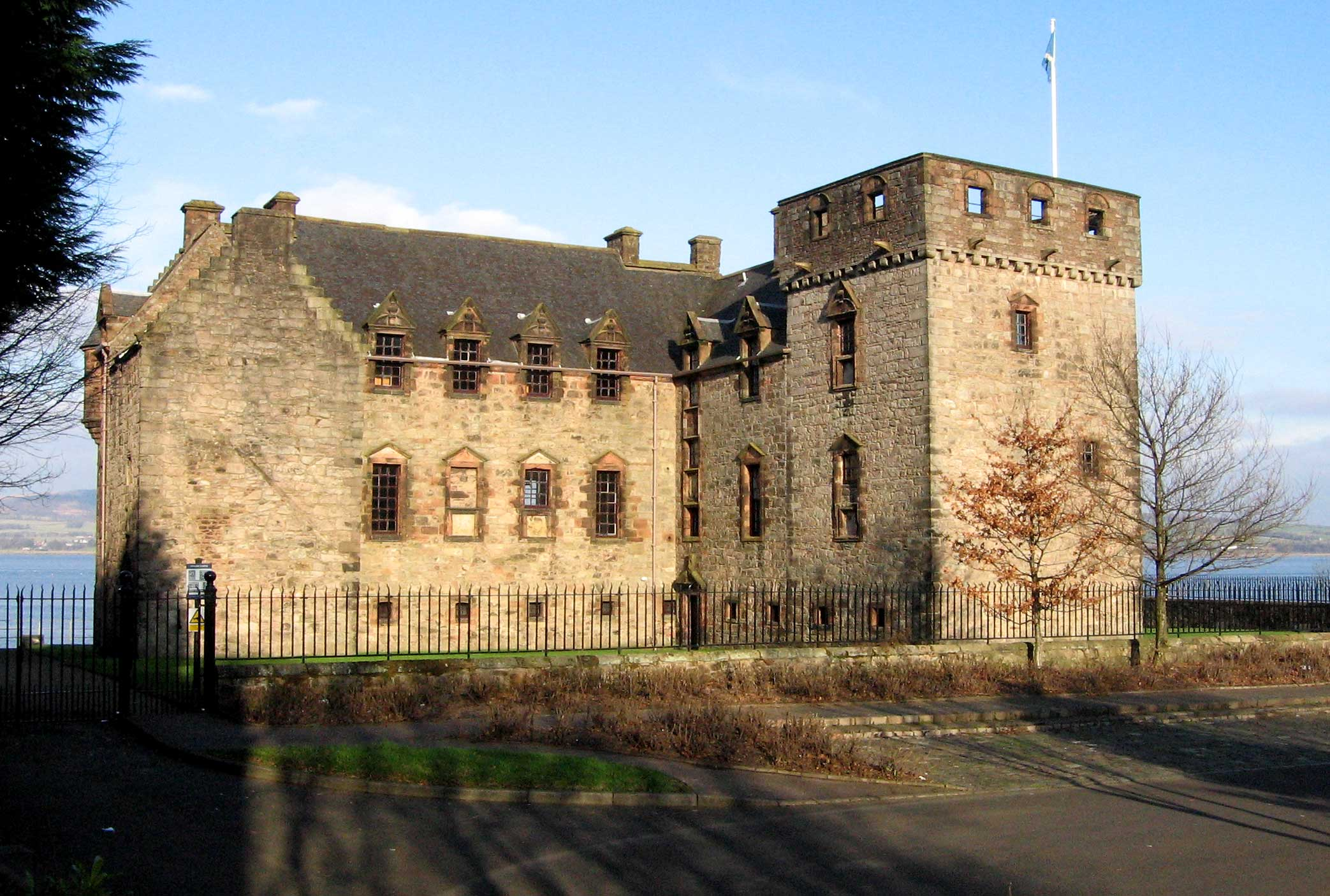
Fachada do Newark Castle, com a entrada principal na ala leste.

O Newark Castle é um bem preservado palácio fortificado que se situa na margem sul do estuário do Rio Clyde, em Port Glasgow, Inverclyde, Escócia, onde o fiorde estreita gradualmente a partir do Fiorde de Clyde e a navegação rio acima é dificultada pela deslocação dos bancos de areia. 

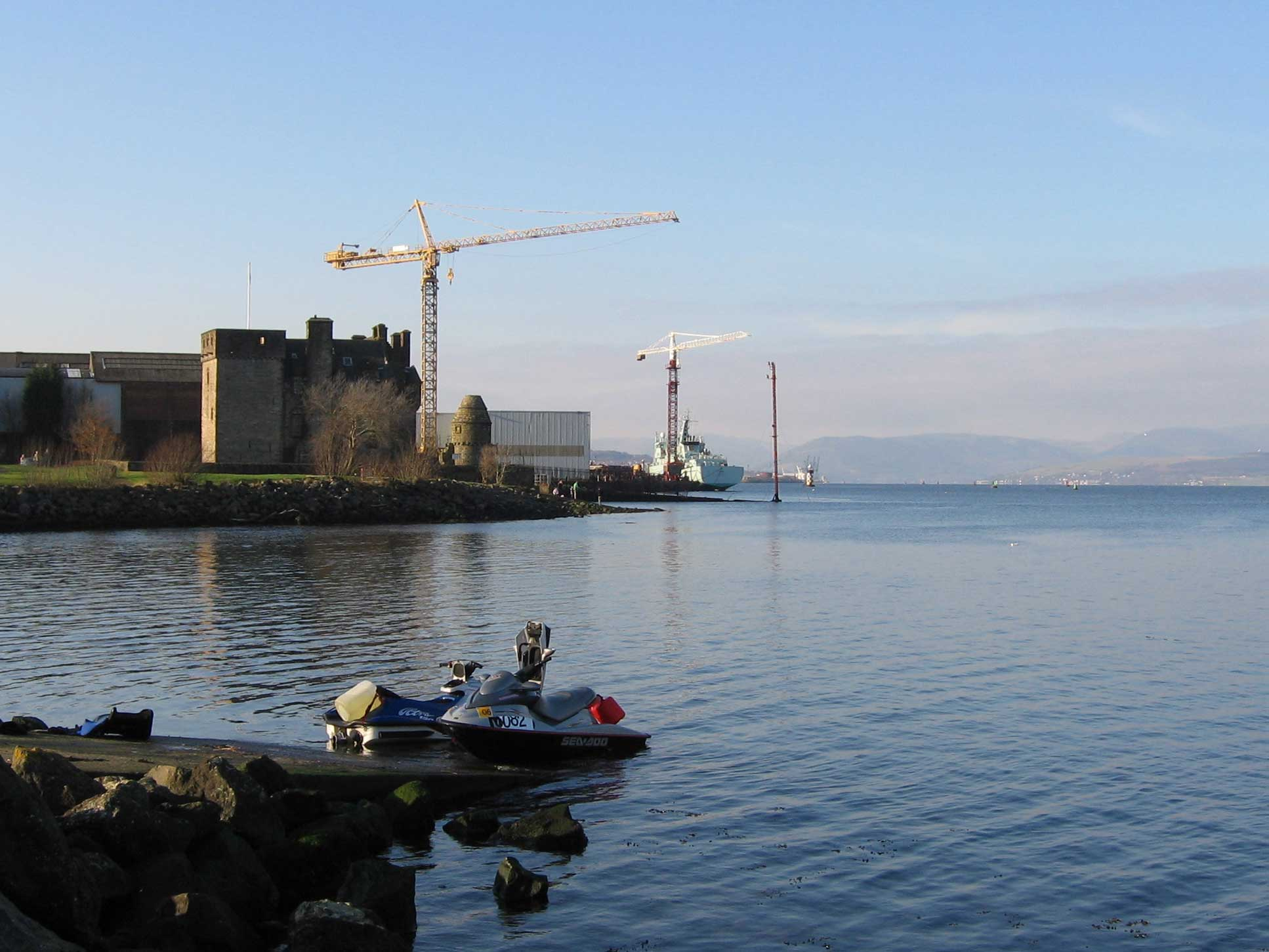
O Newark Castle ergue-se próximo do último estaleiro existente no baixo Clyde.

Durante séculos esta localização foi usada pera descarregar navios marítimos, o que levou ao crescimento de Port Glasgow próximo do castelo, em ambos os lados e para sul. 
Quando técnicas de dragagem permitiram a navegação do Clyde até Glasgow, o porto tornou-se num centro de construção de navios e o castelo ficou rodeado por estaleiros. O último estaleiro do baixo Clyde funciona perto do palácio, para oeste, mas os estaleiros situados a oriente foram removidos por volta da década de 1980, o que permitiu a formação de áreas paisagísticas a leste do Newark Castle, abrindo vistas cenográficas do edifício e da margem oposta do Clyde a partir duma nova estrada de circunvalação.
O Newark Castle chegou à posse do Estado em 1909 e agora é propriedade da Historic Scotland, possuindo excelentes condições para os visitantes.

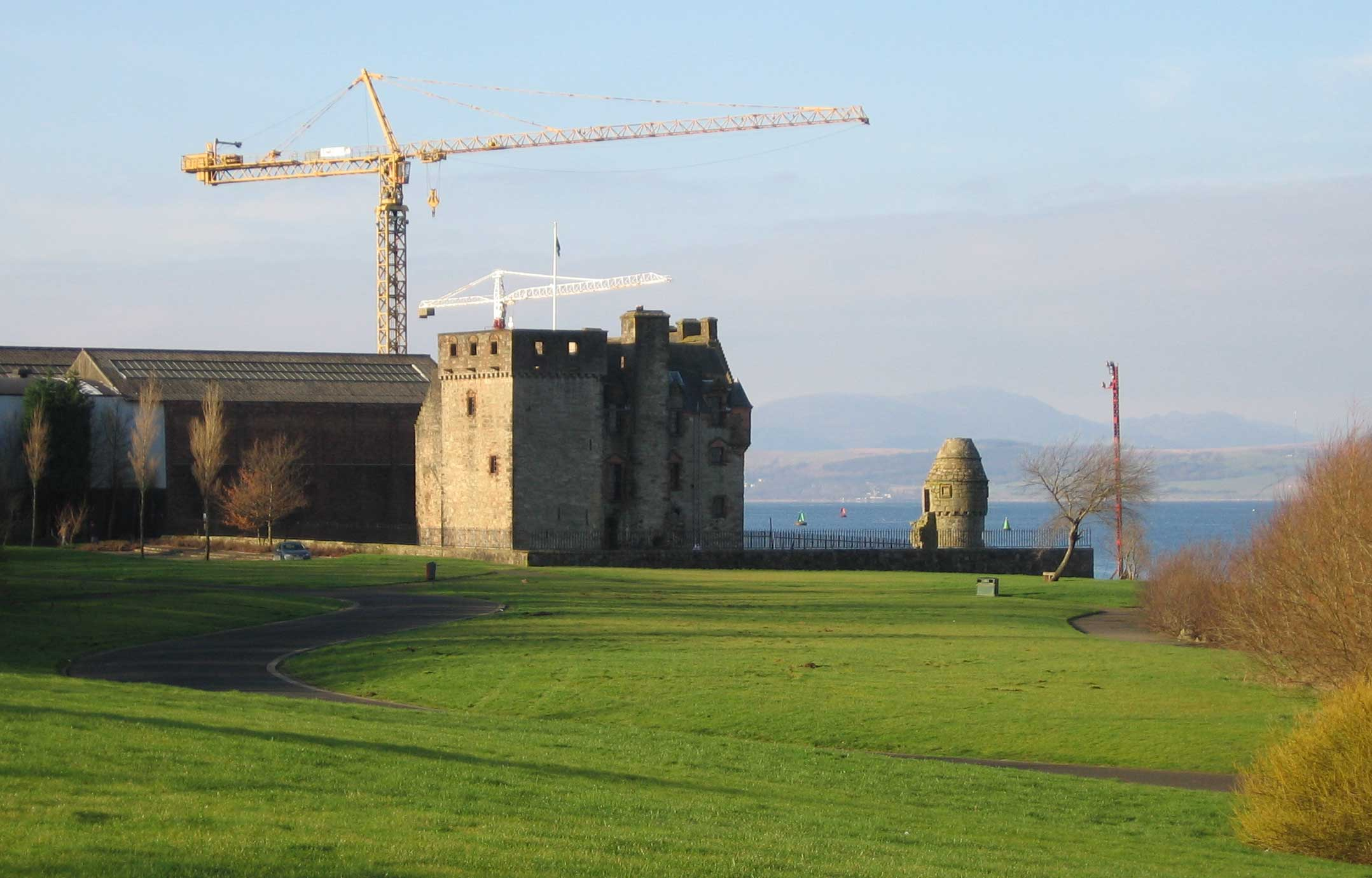
A estrada de circunvalação tem vistas sobre o parque antigamente apinhado de estaleiros.

## História
O castelo foi construído em 1478 por George Maxwell quando herdou a Baronia de Finlanstone (Finlaystone). O castelo original tinha uma casa-torre dentro duma cerca murada, ou barmkin, com acesso através uma grande portaria. Tudo o que resta do muro defensivo exterior diz respeito a uma das torres de esquina originais. Pensa-se que o castelo inicial teria um hall e edifícios acessórios, tais como uma padaria e uma fábrica de cerveja, dentro da cerca murada.

### Palácio renascentista

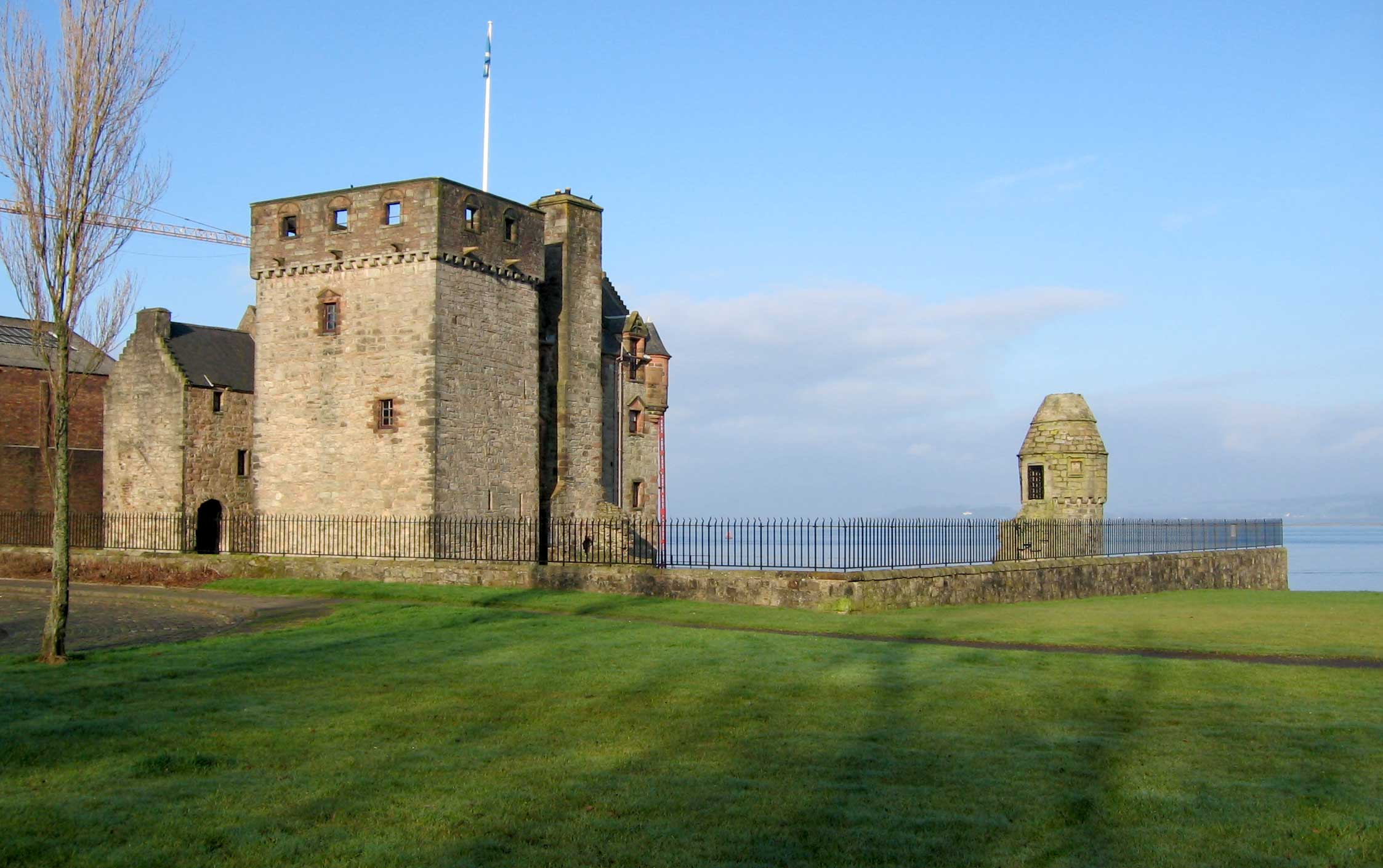
Portaria original, casa-torre e torre de esquina.

No final do século XVI, o castelo foi herdado por Sir Patrick Maxwell, um poderoso amigo do Rei Jaime VI da Escócia que ficou conhecido por assassinar dois membros duma família rival e por espancar a sua esposa, por quem foi abandonado depois de lhe dar 16 filhos. Em 1597, Sir Patrick ampliou o edifício, construindo um novo alinhamento a norte, em substituição do hall anterior, com a forma dum palacete renascentista de três andares. Nesse período, a parede do barmkin foi demolida com excepção da torre nordeste, a qual foi convertida num doocot (pombal).

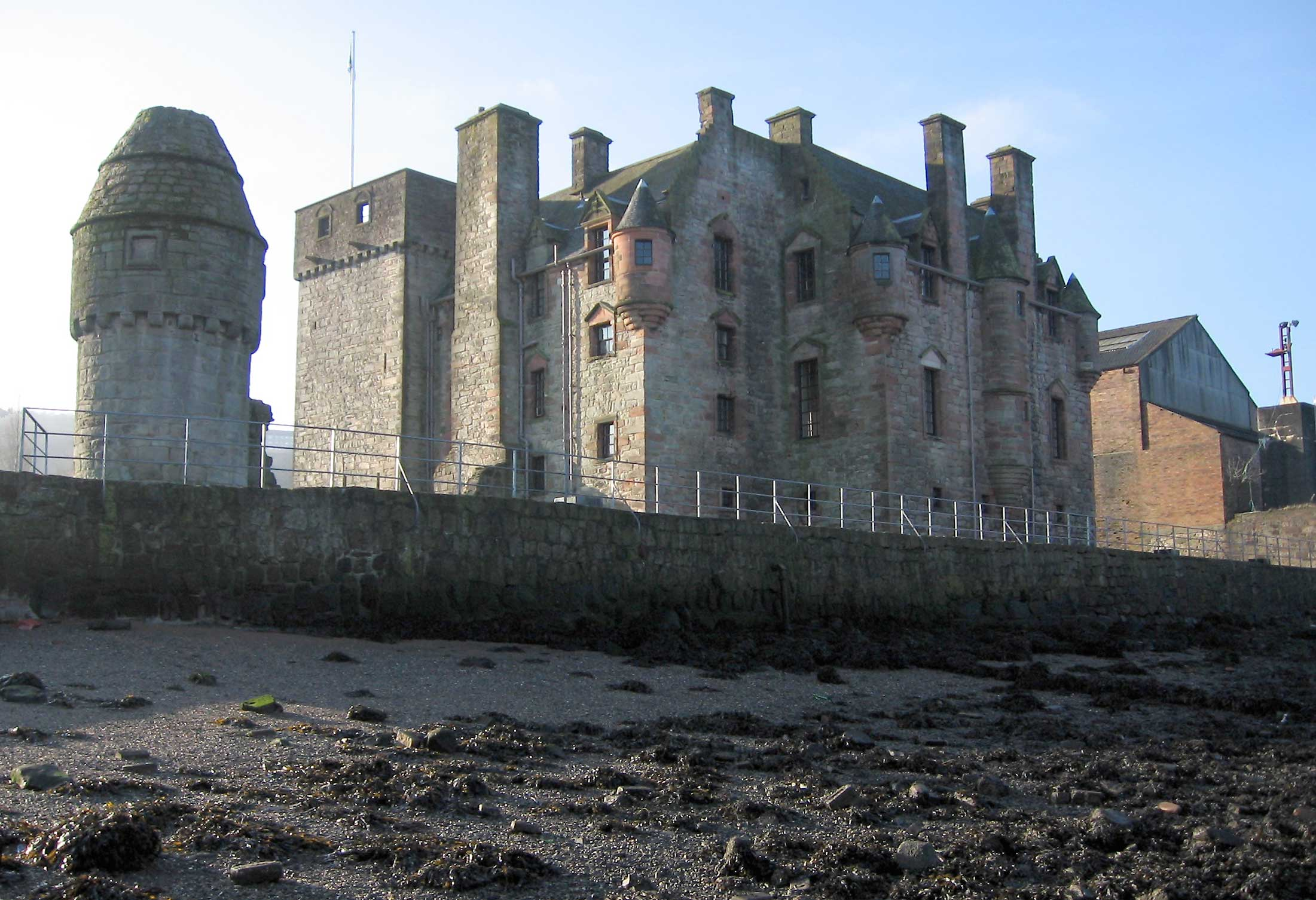
Alinhamento norte visto da margem.

A parte central do palácio tinha caves com minúsculas janelas sob o hall principal, que possuía grandes janelas, e outra acomodação acima deste. Uma ala leste, com a porta de entrada principal próximo do bloco principal, liga-o com a torre-casa original, a qual foi convenientemente modificada, e uma curta ala oeste faz a ligação com a portaria. O edifício tem elementos do estilo baronial escocês, incluindo empenas escadeadas e cantos a norte embelezados com torretas misuladas. No centro da sua parede norte, um vão de escada apoiado em mísula dá acesso ao andar superior.
Em 1668, as autoridades de Glasgow compraram 7 hectares (18 acres) de terra em volta do Newark Castle a Sir George Maxwell, que era então o seu proprietário, e desenvolverm o porto para aquilo a que chamaram de "Port Glasgow". O último Maxwell faleceu em 1694 e, em seguida, o edifício teve uma série de proprietários não-residentes. Um dos primeiros inquilinos foi um cordoeiro chamado John Orr, o qual também negociava em animais selvagens, como grandes felinos e ursos, que obtinha de navios que visitavam o Clyde e frequentemente alojava nas caves do palácio. Mais tarde, as caves e jardins foram arrendados por Charles Williamson, o qual bloqueou o acesso a partir do hall para impedir o marceneiro John Gardner, que tinha aquele espaço arrendado, de roubar fruta que tinha armazenada nas caves.
Em 1895, John Smith registou que os troncos das "árvores do sofrimento" (dule tree) foram cuidadosamente preservados nos campos do palácio.

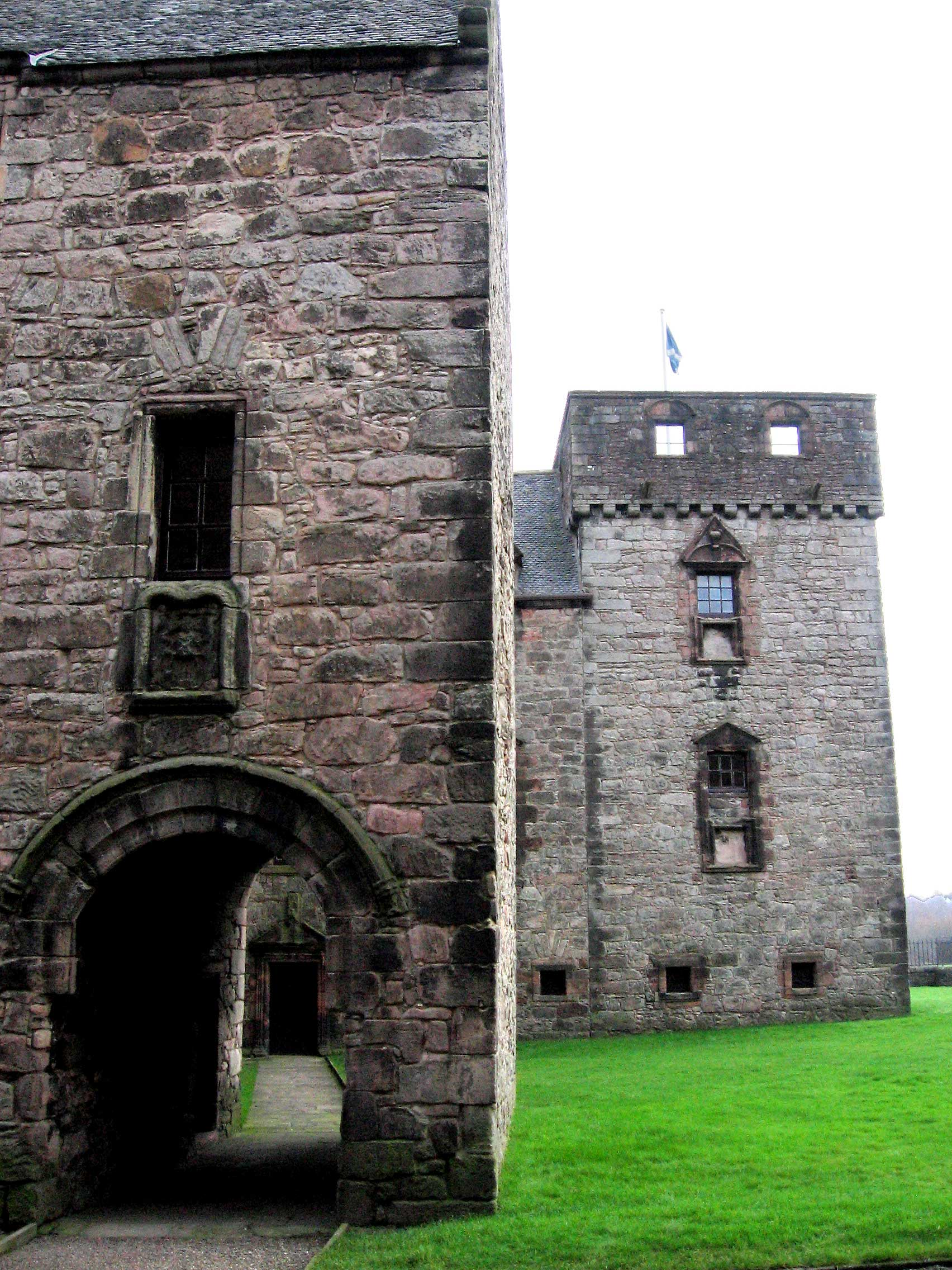
A portaria abobadada conduz por um caminho à entrada principal
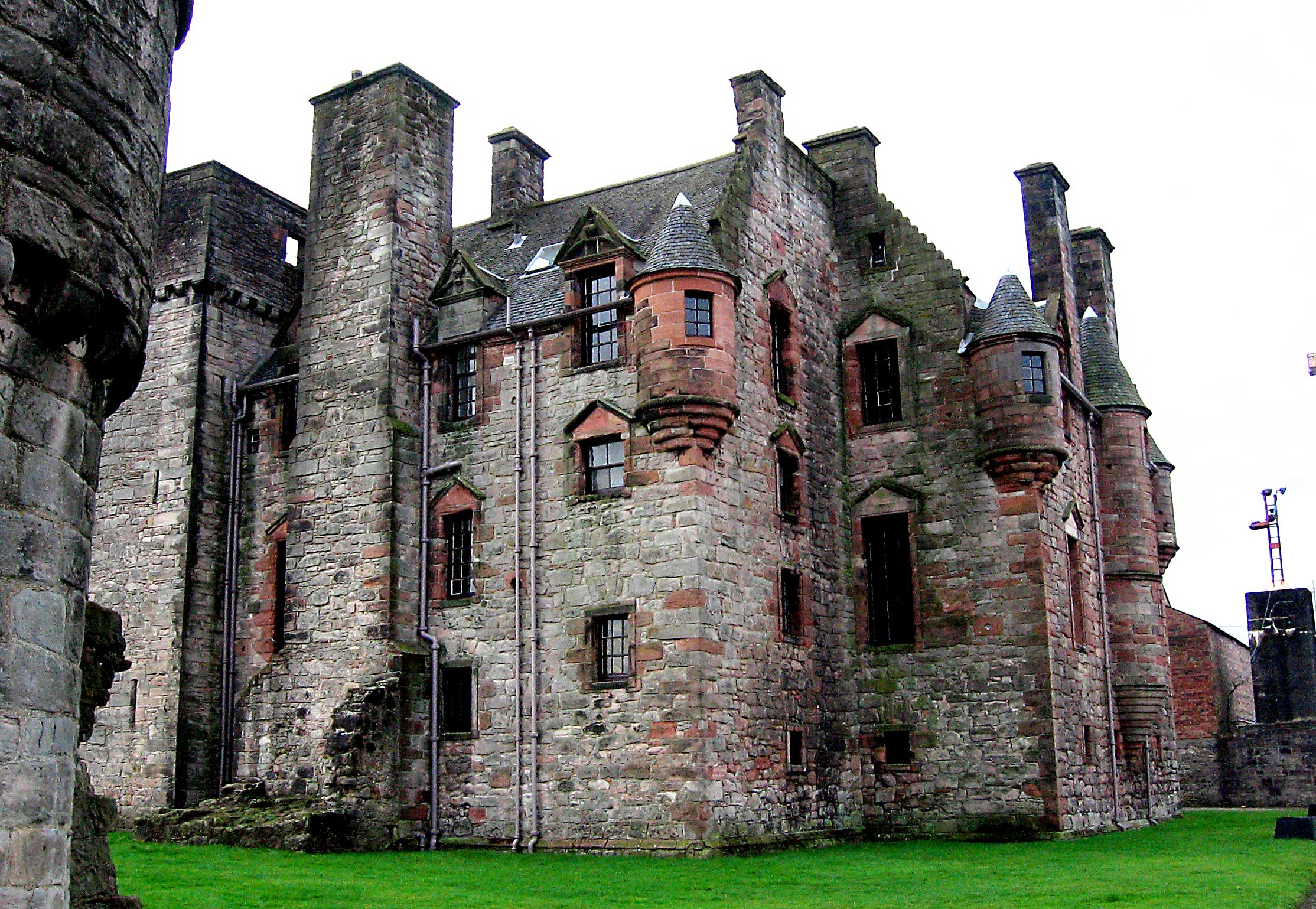
Detalhe do exterior
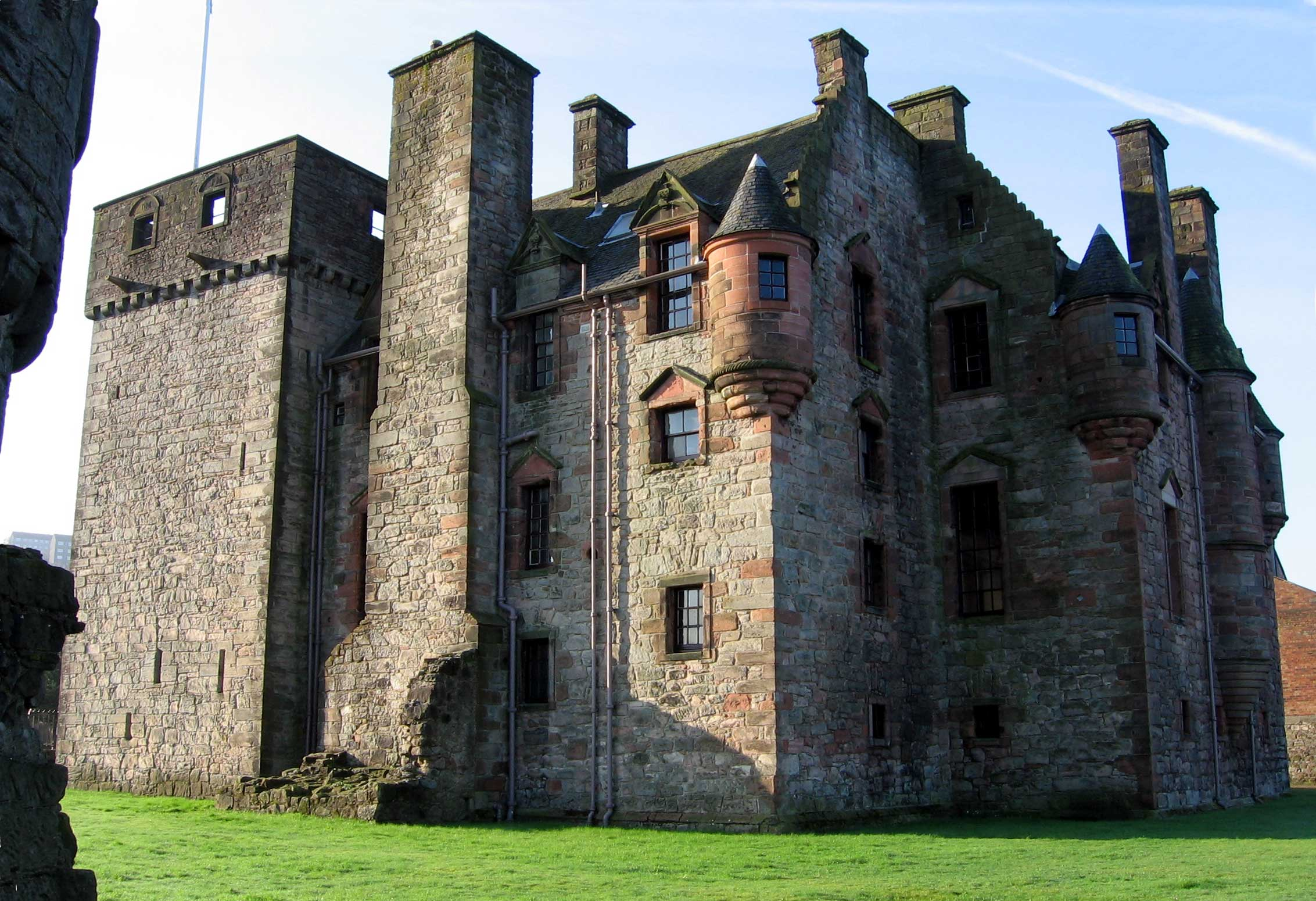
Detalhe do exterior
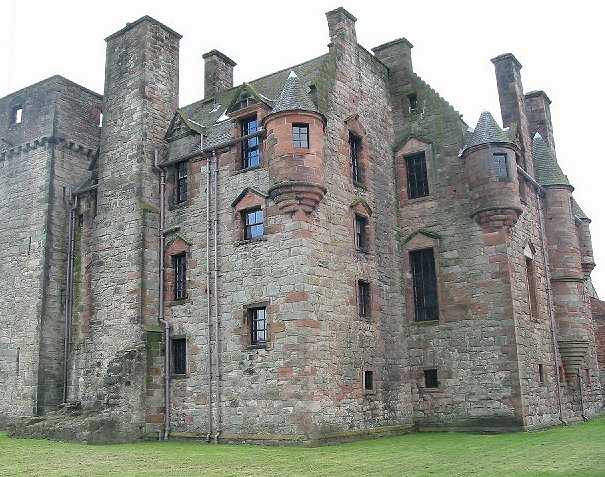
Detalhe do exterior
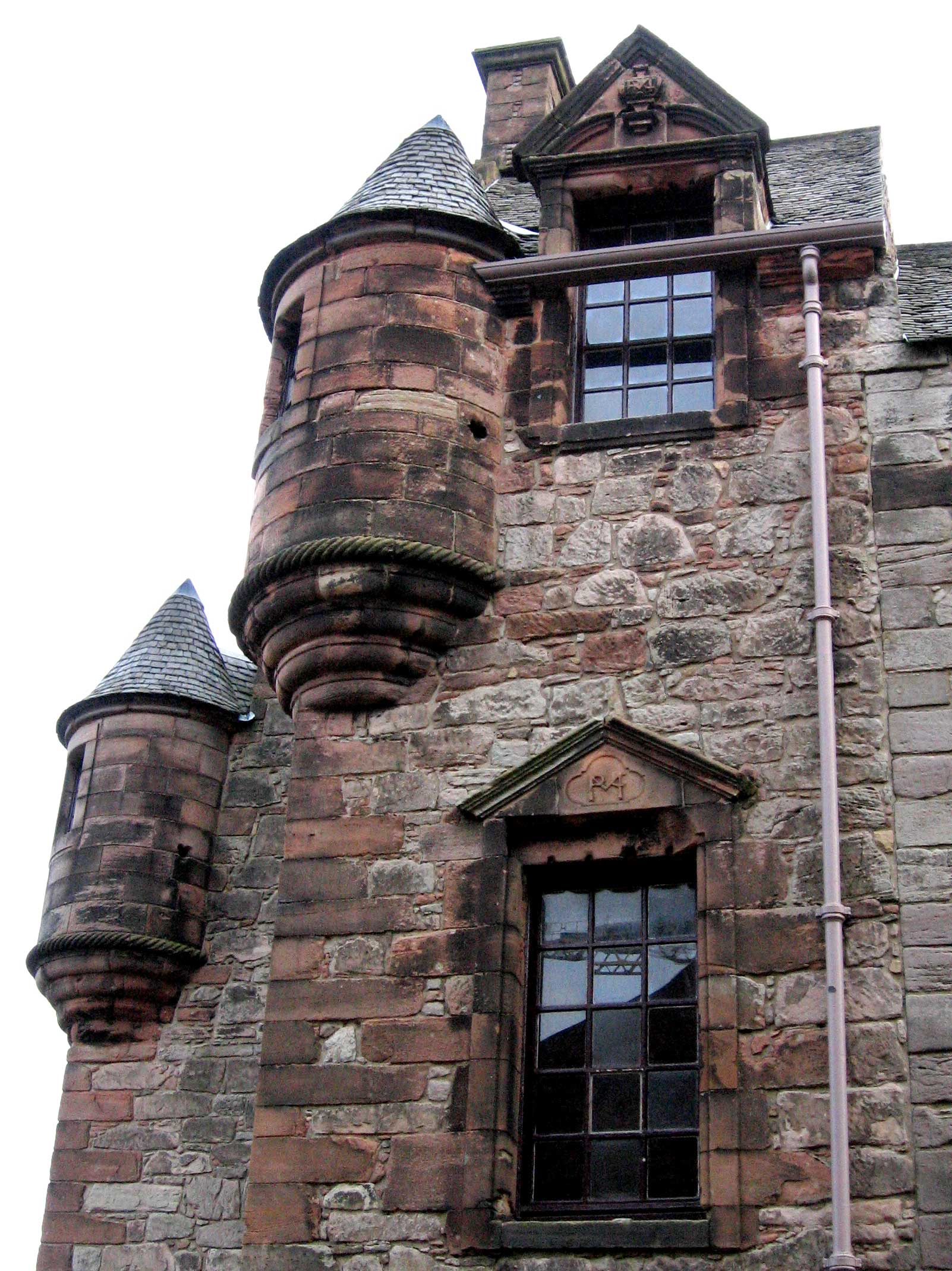
A ala oeste